# Volvo XC70
Volvo XC70 er en personbilsmodel fra den svenske bilfabrikant Volvo. Det er en SUV-udgave af stationcaren Volvo V70 med højere frihøjde og firehjulstræk.

## XC70 typeP2(2000−2007)
Volvo V70 XC blev i 2000 afløst af Volvo XC70, som var en forhøjet V70 af anden generation, med større plastikskørter og firehjulstræk. Den fandtes med to motorvarianter, en femcylindret benzinrækkemotor på 2,4 liter med 147 kW (200 hk) og en ligeledes femcylindret dieselmotor på 2,4 liter med commonrail-indsprøjtning og 120 kW (163 hk).
I efteråret 2004 fulgte et facelift, som medførte andre sidemarkeringslygter, aluminiumsskørter for og bag og et mere strømlinjeformet frontparti, ligesom en ny benzinmotor på 2,5 liter med 154 kW (210 hk). Derudover blev kabinen modificeret, specielt midterkonsollen og betjeningsenheden på instrumentbrættet.
Til modelåret 2006 blev dieselmotoren videreudviklet, så den nu ydede 136 kW (185 hk). Derudover kom den såkaldte Four-C undervogn, som kunne indstilles individuelt efter vejforholdene (sport eller komfort). I Nordamerika solgtes udover XC70 en næsten identisk model kaldet V70 XC. XC70's konkurrenter er bl.a. Audi A6 allroad quattro baseret på Audi A6 og Subaru Outback, som er baseret på Subaru Legacy.

### Motorer
- 2,4 liter femcylindret turbobenzinmotor med 147 kW (200 hk), 2000−2002
- 2,5 liter femcylindret turbobenzinmotor med 154 kW (210 hk), 2002−2007
- 2,4 liter femcylindret turbodieselmotor med 120 kW (163 hk), 2002−2005
- 2,4 liter femcylindret turbodieselmotor med 136 kW (185 hk), 2005−2007

## XC70 typeP24(2007−2016)
Den anden generation af XC70 blev introduceret i sommeren 2007.
I starten fandtes XC70 kun med den store benzinmotor og den stærkeste dieselmotor, med standardmonteret firehjulstræk (All Wheel Drive, kort AWD).
På tuningsmessen SEMA i USA fremviste Volvo konceptbilen Volvo XC70 Surf Rescue, som er lavet specielt til livreddere. Den har 12 cm højere frihøjde, undervognsbeskyttelse af aluminium, neoprensædebetræk og en tagbagagebærer til redningssurfboards.

### Motorer
Benzin
- T6 3,0, sekscylindret 2.953 cm³ med 210 kW (285 hk), 2008−2010
- T6 3,0, sekscylindret 2.953 cm³ med 224 kW (304 hk) og 440 Nm, 2010−
- 3,2, sekscylindret 3.192 cm³ med 175 kW (238 hk), 2007−2008

Diesel
- D3 2,0, femcylindret 1.984 cm³ med 120 kW (163 hk), 2010−
- D3 AWD 2,4, femcylindret 2.400 cm³ med 120 kW (163 hk), 2010−
- 2,4, femcylindret 2.400 cm³ med 129 kW (175 hk), 2009−2010
- 2,4, femcylindret 2.400 cm³ med 136 kW (185 hk), 2007−2009
- D5 AWD 2,4, femcylindret 2.400 cm³ med 151 kW (205 hk) og 420 Nm, 2009−2011
- D5 AWD 2,4, femcylindret 2.400 cm³ med 158 kW (215 hk) og 440 Nm, 2011−